# Casa Enric i Victorià de la Riva
La Casa Enric i Victorià de la Riva és un edifici situat als carrers d'Alí Bei i de Girona de la Dreta de l'Eixample de Barcelona, catalogat com a bé amb elements d'interès (categoria C).

## Història
Els germans Enric i Victorià de la Riva (aquest darrer pare de Genaro de la Riva i Ruiz) van promoure la construcció de dos edificis d'habitatges, encarregats a l'arquitecte Enric Sagnier i Villavecchia. El del núm. 2 del carrer de Girona i núm. 1 d'Alí Bei, va ser projectat l'any 1897 i enllestit l'any 1899, any en què es projectà el del núm. 4 del carrer de Girona.
Als anys 1970, l'edifici fou ocupat pel Banc de Barcelona, època durant la qual es realitzà l'àtic. Actualment és seu dels Jutjats Socials.

## Descripció
La finca ocupa una parcel·la més aviat rectangular, molt regular, aprofitant el xamfrà dels carrers Alí Bei i Girona més un tram de cada un d'aquests carrers. Consta de planta baixa, principal, tres pisos i un àtic. Les tres façanes es presenten visualment dividides en tres trams clarament diferenciats. Un primer tram presenta la planta baixa, el tram central està format per les quatre plantes pis, i finalment el coronament, amb una potent cornisa. La façana presenta parament carreuat de pedra a la planta baixa, mentre la resta està estucat imitant carreus.
La façana central, afrontada al xamfrà, estructura les seves obertures en tres eixos verticals d'obertures de ritme regular, formant una composició axial al voltant de l'accés principal. La planta baixa s'obre al carrer per mitjà de tres grans portals d'arc de mig punt. El portal central, emmarcat per dos parells de pilastres, dona accés al vestíbul, mentre els dos portals laterals corresponen a les botigues de la planta baixa.
Al tram central destaca la balconera de la planta principal, amb una barana de pedra esculpida amb motius vegetals. Aquesta està complementada per la tribuna del vèrtex amb el carrer de Girona, amb els grans finestrals rematats per arcs de mig punt separats per quatre parelles de pilastres. A l'altre vèrtex de la cantonada, destaca la solució arrodonida que en arribar a la coberta es transforma en una torre, profusament ornamentada, coronada per una cúpula coberta d'escates i rodejada amb corona metàl·lica, realitzada per la Real Compañía Asturiana.
La resta d'obertures presenten balconades individuals, amb muntants i llinda de pedra, decorada amb un motiu floral, obra de Barnadas i Pujol, tancats per elaborades baranes de ferro forjat, obra de Manuel Ballarín. L'última planta presenta menys decoracions i un balcó corregut.
El coronament està format per una potent cornisa sobre la qual s'aixeca la barana de l'antic terrat formant uns merlets. S'ha de destacar la solució donada a la remunta amb una estructura recolzada sobre la línia de façana de la qual es penja el nou volum. El tractament amb revestiment de planxes metàl·liques de la coberta d'aquest volum li dona unitat.
La resta de façanes presenten les mateixes estructures, amb menys decoracions i a la balconada correguda del principal en lloc de barana de pedra és de ferro forjat.